# Pantoporia magindana
Pantoporia magindana är en fjärilsart som beskrevs av Semper 1878. Pantoporia magindana ingår i släktet Pantoporia och familjen praktfjärilar. Inga underarter finns listade i Catalogue of Life.